# Ołksno
Ołksno (lit. Alksnas) – kolonia na Litwie, w okręgu uciańskim, w rejonie ignalińskim, w gminie Dukszty.
Inna nazwa miejscowości to Olksno.

## Historia
W XIX wieku zaścianek leżał w granicach Imperium Rosyjskiego.
W dwudziestoleciu międzywojennym zaścianek leżał w Polsce, w województwie nowogródzkim (od 1926 w województwie wileńskim), w powiecie brasławskim, w gminie Rymszany.
Według Powszechnego Spisu Ludności z 1921 roku zamieszkiwało tu 15 osób, wszystkie były wyznania rzymskokatolickiego i zadeklarowały polską przynależność narodową. Były tu 3 budynki mieszkalne. W 1931 w 4 domach zamieszkiwało 17 osób.
Wierni należeli do parafii rzymskokatolickiej w Rymszanach. Miejscowość podlegała pod Sąd Grodzki w m. Turmont i Okręgowy w Wilnie; właściwy urząd pocztowy mieścił się w Rymszanach.